# Jeunesse Canada Monde
 (décembre 2020).
Si vous disposez d'ouvrages ou d'articles de référence ou si vous connaissez des sites web de qualité traitant du thème abordé ici, merci de compléter l'article en donnant les références utiles à sa vérifiabilité et en les liant à la section « Notes et références ».
 (décembre 2020).
Pour les articles homonymes, voir JCM.
Jeunesse Canada Monde (JCM) est une organisation non gouvernementale canadienne qui offre des programmes éducatifs internationaux visant à enrichir la vie des jeunes  désireux de devenir des citoyens du monde informés et actifs.

## Mission
Jeunesse Canada Monde a comme mission d’accroître la capacité des gens, et plus particulièrement des jeunes, d’intervenir de façon dynamique dans le développement de sociétés justes, harmonieuses et durables. 

## Programmes

### Programmes actuels[Quand?]

#### Les carrefours EQWIP HUBs
Ce projet est fondé sur l’alliance stratégique entre Jeunesse Canada Monde et Youth Challenge International (YCI). Deux des principaux organismes canadiens axés sur le développement des jeunes, ils apportent plus de 70 ans d’expérience en matière d’engagement des jeunes et d’apprentissage transformationnel. Cette initiative de cinq ans examinera les différents éléments qui peuvent avoir une influence positive sur la subsistance des jeunes et tout particulièrement des jeunes femmes. Au moyen de carrefours (HUBS) situés dans des centres urbains et semi-urbains, le projet permettra d’offrir une formation en employabilité et en entrepreneuriat sensible aux réalités locales. En même temps, il favorisera la collaboration entre les gouvernements locaux, le secteur privé et la société civile afin de tirer parti des ressources locales et de créer plus d’occasions pour les jeunes. Le programme est ouvert aux jeunes Canadiens, âgés de 20 à 49 ans.
Ces projets se déroulent en Bolivie, au Pérou, au Ghana, au Sénégal, en Tanzanie et en Indonésie,  .

#### Le programme Canada-Chine pour les jeunes leaders
L’École normale supérieure de l’Est de la Chine (ECNU) et Jeunesse Canada Monde ont fait équipe pour créer le programme Canada-Chine pour les jeunes leaders. Ce nouveau programme, qui s’adresse aux étudiants canadiens désireux de faire l’expérience d’étudier à l’étranger dans des conditions inédites[évasif], offre des occasions de jumeler études et apprentissage par le volontariat.

#### Éduc-Ô-Monde
Il s'agit d'n programme pour les écoles ou groupes de jeunes intéressés à organiser un séjour éducatif à l'étranger. Ce programme peut avoir une durée de deux semaines à trois mois, et s'adresse à des jeunes de 15 ans et plus.

#### Programmes pour les jeunes autochtones
Jeunesse Canada Monde a pris l’engagement de renforcer et de soutenir la capacité des jeunes autochtones à être des leaders par le biais de programmes locaux, nationaux et internationaux. Si tous ses programmes sont ouverts aux jeunes autochtones, il propose cependant des formules qui leur sont spécifiquement destinées, incluant les stages internationaux pour les jeunes autochtones, ainsi que d'autres initiatives comme des séminaires à l'Organisation des Nations unies.

#### Programme de mentorat
Dans ce programme, un(e) professionnel(le) chevronné(e) devient, pendant six mois, mentor pour un ancien de JCM afin de l’aider à planifier et à développer sa carrière. Ce programme offre à des anciens de JCM des opportunités de développement personnel et professionnel. C’est aussi une occasion, pour les professionnels chevronnés de guider des jeunes en partageant avec eux leur propre expérience de carrière et en les accompagnant dans les décisions qui portent sur leur avenir.

### Anciens programmes

#### Jeunes leaders en action
Une équipe de neuf jeunes Canadiens et de neuf jeunes d’un pays partenaire partent ensemble et font du travail bénévole pendant six mois : trois mois dans une communauté canadienne et 3 mois dans une communauté d’Afrique, d’Amérique latine, d’Asie ou d’Europe de l’Est.
Chaque jeune Canadien est jumelé à un volontaire du pays d’échange pour toute la durée du séjour. C’est une occasion de s’engager comme volontaire, de découvrir d’autres cultures, d’apprendre d’autres langues et de devenir un véritable citoyen du monde!

#### Québec sans frontières
JCM offre des stages internationaux Québec sans frontières en collaboration avec la Direction du développement international du Ministère des Relations internationales du Québec et l'Association québécoise des organismes de coopération internationale (AQOCI). Les jeunes Québécois ont l'occasion de mettre leurs connaissances en pratique et de gagner de l’expérience de travail en participant à la préparation et l’implantation d’un projet de coopération internationale.

#### Réseau étudiant de JCM
Les membres du Réseau étudiant organisent des projets et des événements pour faire connaître la mission et la vision de JCM sur les campus universitaires et dans les communautés canadiennes. Ces activités permettent aux membres du Réseau et aux membres de leurs communautés d’accroître leurs compétences et connaissances quant au développement international (en particulier dans les domaines de l’environnement, de la santé et de l’égalité hommes-femmes), au rôle des jeunes dans le développement et au leadership des jeunes.

## Historique
(décembre 2022).
1971 Jeunesse Canada Monde est fondé par Jacques Hébert.
1972-1973
Les premiers groupes de jeunes Canadiens partent pour le Cameroun, la Malaisie, le Mexique, la Tunisie et l'ancienne Yougoslavie. 
1981
Dix ans après sa création, JCM  organise des programmes éducatifs entre le Canada et plus de vingt-cinq pays d'Afrique, d'Asie, d'Amérique latine et des Caraïbes. 
1989
Les Pays-Bas créent un programme inspiré par le model de JCM. La Suisse et la Grande-Bretagne suivent respectivement l'exemple en 1993 et en 1999. 
1991
JCM organise ses premiers programmes avec des écoles et des groupes de jeunes. Depuis, des centaines d'étudiants du secondaires et du cégep ont eu la chance de vivre une expérience de coopération internationale et de solidarité à travers les programmes Éduc-o-Monde.
1994
JCM organise ses premiers programmes avec des partenaires en Europe centrale et en Europe de l'Est.
1996
Le livre Hello, World!, dans lequel Jacques Hébert explique la création de JCM, est publié. 
1996-1997
Les participants de JCM rencontre l'Équipe du Canada en Inde (janvier 1996) et en Thaïlande (janvier 1997)
1997
Les participants de JCM deviennent éligibles pour un certificat de niveau collégial en partenariat avec le Cégep Marie-Victorin. À la suite de cela, plusieurs collèges et universités commencent à offrir des équivalences académiques pour les participants de JCM, confirmant la valeur éducative des programmes. 
1999
Le Premier Ministre Jean Chrétien rencontre les participants de JCM durant sa visite officielle en Pologne.
JCM devient le chef de file de la coalition Cyberjeunes Canada International, un programme innovateur fondé par Industrie Canada qui se concentre sur l'information et les technologies de communication.
La première conférence mondiale des anciens participants de JCM est organisée à Jakarta, en Indonésie.
2001
JCM célèbre son 30e anniversaire. 
2003
Avec le support du  «Fond canadien pour l'Afrique», administré par l'Agence canadienne de développement international, JCM créé cinquante nouveaux programmes trilatéraux avec des partenaires africains : le programme Éco-leadership Afrique-Canada.
2004
Le Corps canadien remet une de ses premières bourses à la Coalition Cyberjeunes, dont fait partie Jeunesse Canada Monde.
2006
JCM célèbre son 35e anniversaire! Environ cent villes canadiennes décident de célébrer la semaine de Jeunesse Canada Monde entre le 15 et le 21 octobre 2006. 
Un projet d'évaluation approfondi arrive à la conclusion que JCM a un impact positif et durable sur les jeunes volontaires et sur les membres des familles d'accueil. 
2007
Jacques Hébert, le fondateur de Jeunesse Canada Monde, décède (1923-2007). Son travail a permis à des milliers de jeunes d'acquérir les outils pour s'engager dans leurs communautés et résoudre des conflits de manière pacifique et constructive. 
2010 
Jeunesse Canada Monde organise son premier Forum international d'apprentissage avec tous ses partenaires internationaux actuels.
2011
Jeunesse Canada Monde célèbre son 40e anniversaire à travers 40 évènements se déroulant dans 40 villes autour du monde durant la Semaine Jeunesse Canada Monde. Une proclamation officielle de la Semaine Jeunesse Canada Monde est faite dans 150 municipalités du Canada.
2015 
Jeunesse Canada Monde lance Les CARREFOURS EQWIP HUBs, son premier programme issu de l'alliance stratégique avec Youth Challenge International (YCI)
2017 
Jeunesse Canada Monde lance le Programme Canada-Chine pour les Jeunes Leaders

## Évaluation d'impact
Des milliers de jeunes du Canada et de l'étranger affirment que Jeunesse Canada Monde (JCM) a eu un impact significatif sur leurs vies[réf. nécessaire]. Pour mieux comprendre cet impact, JCM a mis sur pied un projet d'évaluation majeur en 2005. L'objectif était de mesurer les répercussions des programmes de JCM sur les anciens participants, mais aussi sur les communautés qui les ont accueillis. L'étude a été menée auprès de 578 anciens participants et membres de familles d'accueil qui ont pris part à des programmes entre 1993 et 2003 dans cinq pays ayant accueilli des programmes JCM : Benin, Canada, Cuba, Thaïlande et Ukraine. Les anciens participants indiquent que les programmes JCM ont une influence remarquable sur leurs valeurs (ouverture d'esprit, confiance en soi) et sur leur connaissance d'eux-mêmes et d'un autre pays, leur permettent de s'améliorer au niveau de la communication, de l'apprentissage et de l'organisation et offrent une occasion de créer des amitiés durables et de faire des contacts professionnels qui restent utiles longtemps après la fin du programme. Les membres des familles d'accueil soutiennent que les programmes JCM ont un effet durable, particulièrement par rapport aux relations interpersonnelles, aux valeurs et à la connaissance d'un autre pays et sont une fenêtre sur la diversité canadienne et internationale et sur la jeunesse d'aujourd'hui.